# Warsaw (Missouri)
Pour les articles homonymes, voir Warsaw.
Warsaw est une ville de l'État du Missouri, aux États-Unis. Elle est le siège du comté de Benton.

## Démographie
Warsaw était peuplée, lors du recensement de 2010, de 2 127 habitants.